# Allen Berg
 Allen Berg  va ser un pilot de curses automobilístiques canadenc que va arribar a disputar curses de la Fórmula 1.
Va néixer l'1 d'agost del 1961 a Vancouver, Canadà.

## A la F1
Allen Berg va debutar a la setena cursa de la temporada 1986 (la 37a temporada de la història) del campionat del món de la Fórmula 1, disputant el 22 de juny del 1986 el G.P. de l'est dels Estats Units al circuit de Detroit.
Va participar en un total de nou curses puntuables pel campionat de la F1, disputades en una sola temporada (1986), aconseguint una dotzena posició com millor classificació en una cursa i no assolí cap punt pel campionat del món de pilots.

## Resultats a la Fórmula 1
| Any  | Equip                | Xassís | Motor      | 1   | 2   | 3   | 4   | 5   | 6   | 7         | 8       | 9       | 10     | 11      | 12      | 13  | 14     | 15     | 16     | Posició | Punts |
| ---- | -------------------- | ------ | ---------- | --- | --- | --- | --- | --- | --- | --------- | ------- | ------- | ------ | ------- | ------- | --- | ------ | ------ | ------ | ------- | ----- |
| 1986 | Osella Squadra Corse | Osella | Alfa Romeo | BRA | ESP | SMR | MON | BEL | CAN | E.USA Ret | FRA Ret | GBR Ret | ALE 12 | HUN Ret | AUT Ret | ITA | POR 13 | MEX 16 | AUS NC | -       | 0     |

### Resum
| Curses: | Victòries: | Pòdiums: | Poles: | Voltes ràpides: | Punts: |
| ------- | ---------- | -------- | ------ | --------------- | ------ |
| 9 (9)   | 0          | 0        | 0      | 0               | 0      |